# Филипповка (Калужская область)
Филипповка — деревня в Жуковском районе Калужской области России. Входит в состав сельского поселения «Село Высокиничи».

## География
Стоит недалеко от берегов реки Паж, рядом Лопатинка.

## История
В XVIII веке через деревню проходила Большая столбовая Калужская дорога.
До Екатерины II принадлежала Репниным, после оказались в царском владении, далее переданы братьям Орловым.
До 1775 года относилась к Оболенскому уезду Московской губернии, затем — в Малоярославецком уезде Калужской губернии.
В 1782 году — во владении Коллегии экономии, до этого времени — братьев Орловых.
В 1891 году входила в Авчининскую волость, проживало: мужчин — 68, женщин —82. 

## Население
| 2002 | 2010 |
| ---- | ---- |
| 2    | ↘0   |